# Metoa uniformis
Metoa uniformis är en stekelart som beskrevs av Dasch 1984. Metoa uniformis ingår i släktet Metoa och familjen brokparasitsteklar. Inga underarter finns listade i Catalogue of Life.